# Ernest De Nattes
Ernest De Nattes, né le 9 novembre 1908 à Toulouse et mort le 27 février 1994 à Toulon, était un administrateur colonial qui fut en poste en Côte d'Ivoire.

## Biographie
Il fut le gouverneur du territoire de 1957 à 1958 puis haut-commissaire de 1958 à 1960, avant Yves Guéna, le dernier en titre avant l'indépendance du pays en 1960.
Il avait au préalable été préfet de l'Ariège, nommé au titre de la résistance française (il représentait le Mouvement de libération nationale (MUR) puis co-président du Comité départemental de Libération de l'Ariège) .
Le 25 août  1944, De Nattes est le dernier gouverneur de Guadeloupe pendant 18 mois à partir de 1946. Il prépare la transition avant la mise en place du régime départemental prévue pour le 1er janvier 1947. Il est préoccupé par les problèmes dont souffre la Guadeloupe et qu'il faut lutter en priorité comme la répartition de matières premières ou l'agriculture qui s'oriente vers une production monoculture. Au nom de la Guadeloupe, il fait don à la Métropole de 300 tonnes de farine américaine